# François-Marie-Benjamin Richard
François-Marie-Benjamin Richard de La Vergne (1. března 1819 Nantes – 28. ledna 1908 Paříž) byl francouzský římskokatolický kněz, biskup v Belley (1871–1875) a arcibiskup pařížský (1886–1908). V roce 1889 byl jmenován kardinálem.

## Životopis
François-Marie-Benjamin Richard studoval v kněžském semináři kostel svatého Sulpice|Saint-Sulpice v Paříži a dne 21. prosince 1844 byl vysvěcen na kněze. V roce 1849 se stal sekretářem biskupa v Nantes a v letech 1850–1869 byl v diecézi generálním vikářem. V roce 1871 byl jmenován biskupem v Belley. Dne 7. května 1875 se stal koadjutorem kardinála Guiberta, pařížského arcibiskupa, kterého vystřídal ve funkci 8. července 1886.
Papež Lev XIII. jej dne 24. května 1889 jmenoval kardinálem s titulem kardinál-kněz u kostela Santa Maria in Via.